# Pákoví

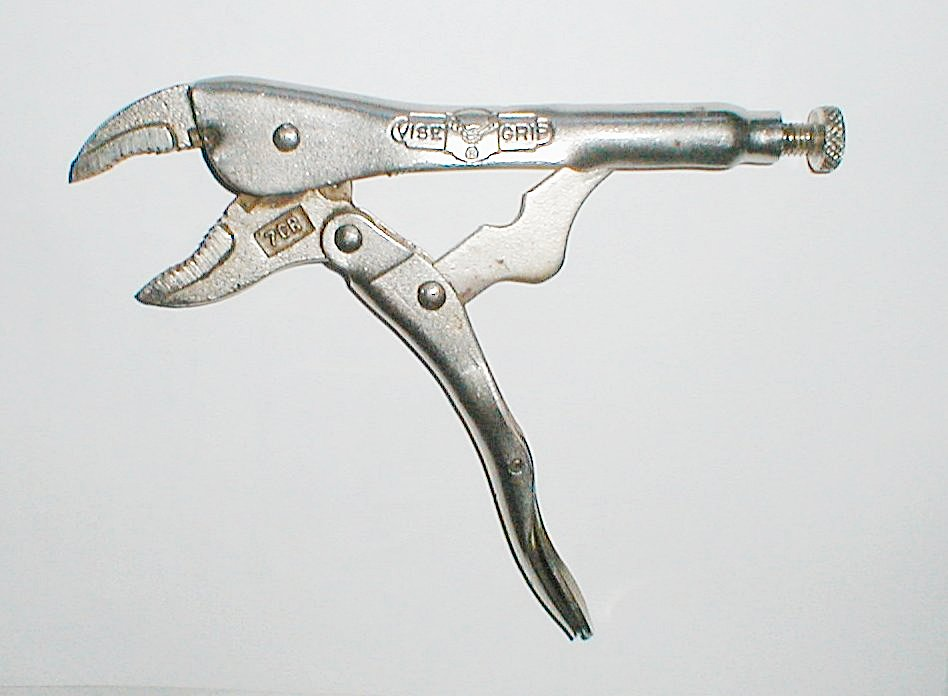
Samosvorné kleště jsou příkladem čtyřpákového pákoví s jedním stupněm volnosti; pokud se uvažuje i nastavovací šroub, jde o pákoví pětipákové se dvěma stupni volnosti

Pákoví je soustava tuhých pák spojených klouby do uzavřeného řetězce, anebo soustava takových řetězců. Každá páka má dva nebo více kloubů, každý z nich má různý počet stupňů volnosti umožňujících pohyb pák. Pákoví se nazývá mechanismem, je-li dvě nebo více pák pohyblivých vůči pevně ukotvené páce. Pákoví se obvykle navrhuje tak, aby vstupní síly převádělo na jiné výstupní – se změnou pohybu, rychlosti, zrychlení a s využitím výhod páky.
Pákoví navržené pro stacionární použití se nazývá struktura.

## Typy pákoví
Nejjednodušším druhem kinematického pákoví s uzavřenou smyčkou je čtyřpákové pákoví. S pouhými několika jednoduchými součástmi umožňuje širokou škálu pohybů. Dříve – před nástupem počítačů – bylo také populární pro snadné řešení výpočtem, v porovnání s komplikovanějšími mechanismy.

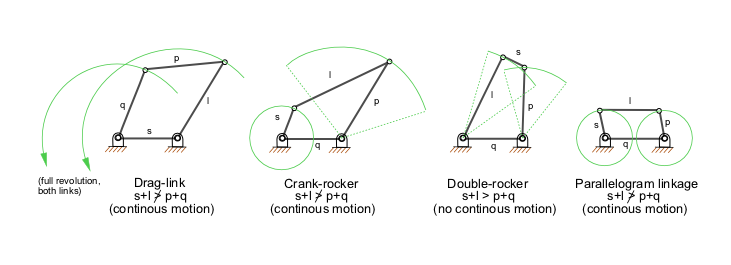
Typy čtyřpákového pákoví, s = nejkratší páka, l = nejdelší páka